# نيكول جارسيا
نيكول جارسيا (بالفرنسية: Nicole Garcia)‏ هي كاتبة سيناريو ومخرجة وممثلة فرنسية، ولدت في 22 أبريل 1946 في الجزائر. من الجوائز التي نالتها جائزة سيزار لأفضل ممثلة مساعدة سنة 1980 وSilver Hugo Award for Best Actress ‏ سنة 2001.

## أعمال

### أفلام
- (1994) الابن المفضل
- (2013) الرحيل بعيدا

## جوائز وترشيحات
جوائز
- جائزة سيزار لأفضل ممثلة مساعدة (1980)
- Silver Hugo Award for Best Actress [الإنجليزية]‏ (2001)

ترشيحات
- جائزة سيزار لأفضل ممثلة (1981)
- جائزة سيزار لأفضل ممثلة (1984)
- جائزة سيزار لأفضل ممثلة (1986)

## وصلات خارجية
- نيكول جارسيا على موقع IMDb (الإنجليزية)
- نيكول جارسيا على موقع قاعدة بيانات الأفلام العربية
- نيكول جارسيا على موقع ألو سيني (الفرنسية)
- نيكول جارسيا على موقع ميوزك برينز (الإنجليزية)
- نيكول جارسيا على موقع أول موفي (الإنجليزية)
- نيكول جارسيا على موقع قاعدة بيانات الأفلام السويدية (السويدية)
- نيكول جارسيا على موقع ديسكوغز (الإنجليزية)
- نيكول جارسيا على موقع قاعدة بيانات الفيلم (الإنجليزية)
- نيكول جارسيا على موقع كينوبويسك (الروسية)